# 엔젤 해즈 폴른
《엔젤 해즈 폴른》(영어: Angel Has Fallen)은 2019년 미국 정치 액션 스릴러 영화이다. 《백악관 최후의 날》(2013)과 《런던 해즈 폴른》(2016)을 잇는 세 번째 폴른 시리즈 작품이다. 릭 로먼 워가 연출하고, 제라드 버틀러, 모건 프리먼, 제이다 핑킷 스미스, 랜스 레딕, 팀 블레이크 넬슨, 파이퍼 페러보, 닉 놀티, 대니 휴스턴 등이 출연하였다.
미국에서 2019년 8월 23일에, 대한민국에서는 2019년 11월 13일에 개봉하였다.

## 줄거리
현 비밀경호국 국장 데이비드 젠트리의 은퇴가 가까워지자 대통령 앨런 트럼불은 비밀경호국 요원 마이크 배닝을 차기 적임자로 점찍는다.
그러나 트럼불은 윌리엄스버그 퀸스 레이크에서 낚시 휴가를 즐기던 중 대대적인 무인 항공기 공격을 받아 혼수상태에 빠지고 곁에서 경호하던 마이크도 부상을 입는다. 마이크를 암살 시도 주범으로 모는 가짜 증거들로 인해 마이크가 체포된다.
마이크를 구금 시설로 옮기던 이동 차량은 야간 습격을 당하고 마이크는 납치된다. 하지만 마이크는 틈을 보아 납치범들을 모두 물리치고 무사히 도망친다.   
마이크는 전 제75레인저연대 지휘관 출신이며 현재는 민간군사기업 세일리언트 글로벌 CEO인 친구 웨이드 제닝스가 이 음모의 진범임을 알게 된다. 웨이드와 공모한 부통령 마틴 커비는 언론에 대고 마이크가 러시아 정부 도움을 받아 대통령을 저격했다고 모함한다. 이들은 이를 구실로 러시아에 보복한다는 명분 하에 러시아를 공격할 생각이다.   

## 출연
- 제라드 버틀러 - 마이크 배닝 역
- 모건 프리먼 - 대통령 앨런 트럼불 역
- 제이다 핑킷 스미스[5] - FBI 요원 헬렌 톰프슨 역
- 랜스 레딕 - 비밀경호국 국장 데이비드 젠트리 역[6]
- 팀 블레이크 넬슨 - 부통령 마틴 커비 역[7]
- 파이퍼 페러보[8] - 리아 배닝 역
- 닉 놀티[9] - 클레이 배닝 역
- 대니 휴스턴 - 웨이드 제닝스 역[3]
- 프레더릭 슈밋 - 트래비스 콜 역
- 마이클 랜디스 - 대통령 비서실장 샘 윌콕스 역[10]
- 마크 아널드
- 크리스 브라우닝
- 안토니오 버스터프[11]

## 제작
2016년 10월 26일, 폴른 시리즈 세 번째 작품 《엔젤 해즈 폴른》을 개발 중이며 제라드 버틀러가 다시 한 번 배우이자 제작자로서 일한다고 발표되었다.
2017년 7월 25일 릭 로먼 워가 감독으로 발표되었다. 2018년 1월 10일 홀트 매캘러니가 기술 회사 대표가 된 전직 군인 웨이드 제닝스 역으로 합류하였다. 그러나 《마인드헌터》와 일정이 겹쳐 하차하고 대니 휴스턴이 대타로 들어왔다. 2018년 1월 18일 제이다 핑킷 스미스와 팀 블레이크 넬슨이 가세하였고, 2018년 2월 7일부터 촬영이 시작되었다. 2018년 2월 13일, 파이퍼 페러보가 출연진에 추가되었다. 2018년 3월 12일 랜스 레딕이 비밀경호국 국장 젠트리 역으로 섭외되었다. 2018년 3월 21일, 마이클 랜디스가 대통령 비서실장 샘 윌콕스 역을 맡게 되었다.
촬영은 버지니아 워터 호수에서 시작되었다.